# Pięciobój nowoczesny na Igrzyskach Ameryki Południowej 2018
Pięciobój nowoczesny na Igrzyskach Ameryki Południowej 2018 odbywał się w dniach 6–8 czerwca 2018 roku w Centro Acuático G.A.M.C. i FEICOBOL w Cochabamba w trzech konkurencjach. Rywalizacja służyła również jako kwalifikacja do zawodów rozegranych w ramach  Igrzysk Panamerykańskich 2019.

## Podsumowanie

### Klasyfikacja medalowa
| Klasyfikacja medalowa | Klasyfikacja medalowa | Klasyfikacja medalowa | Klasyfikacja medalowa | Klasyfikacja medalowa | Klasyfikacja medalowa |
| --------------------- | --------------------- | --------------------- | --------------------- | --------------------- | --------------------- |
| Miejsce               | Reprezentacja         | Złoto                 | Srebro                | Brąz                  | Razem                 |
| 1                     | Argentyna             | 1                     | 2                     | 1                     | 4                     |
| 2                     | Chile                 | 1                     | 1                     | 0                     | 2                     |
| 3                     | Brazylia              | 1                     | 0                     | 1                     | 2                     |
| 4                     | Ekwador               | 0                     | 0                     | 1                     | 1                     |

### Medaliści
| Konkurencja       | 1. miejsce                                       | 2. miejsce                                  | 3. miejsce                                |
| ----------------- | ------------------------------------------------ | ------------------------------------------- | ----------------------------------------- |
| Mężczyźni         | Esteban Bustos                                   | Benjamín Ortiz                              | Sergio Villamayor                         |
| Kobiety           | Iryna Khokhlova                                  | Johanna Zapata                              | Maria Iêda Guimarães                      |
| Sztafeta mieszana | Brazylia · Maria Iêda Guimarães · Victor Barbosa | Argentyna · Pamela Zapata · Emmanuel Zapata | Ekwador · Lourdes Cuaspud · Nelson Torres |